# 빌리안디 JK 툴레비크
빌리안디 JK 툴레비크(에스토니아어: Viljandi JK Tulevik)는 빌리안디를 연고로 하는 에스토니아의 축구 클럽이다. 현재 에스토니아의 3부 리그인 에실리가 B에 참가하고 있다.
툴레비크는 1912년에 툴레비크 스포츠 협회의 산하 클럽으로 창단되었다. 1940년에 소련의 발트 3국 점령 (1940년)으로 강제로 해산되었다가 1992년에 재창단되었으며 메이스트릴리가의 창립 멤버 중 하나이다.

## 성적
- 메이스트릴리가 준우승 1회 (1999)
- 에실리가 우승 1회 (2016)
- 에스토니아 컵 준우승 2회 (1998-99, 1999-2000)
- 에스토니아 슈퍼컵 준우승 1회 (2000)

## 선수 명단

### 현역
참고: FIFA 자격 규정에 따라 소속된 국가대표팀 국기를 표시합니다. 선수는 복수의 FIFA 비회원국 국적을 가지고 있을 수 있습니다.
| 번호 | 포지션 | 국적   | 이름        |
| ---- | ------ | ------ | ----------- |
| 6    | FW     | 알제리 | 후드 부켈칼 |

| 번호 | 포지션 | 국적 | 이름 |
| ---- | ------ | ---- | ---- |

### 역대
틀:빌리안디 JK 툴레비크 선수 명단
틀:II 리가 (에스토니아)